# Aljmaška mikroregija
Aljmaška mikroregija (mađ. Bácsalmási kistérség) je mikroregija u Bačko-kiškunskoj županiji u Mađarskoj.
U njemu se nalazi 8 naselja, u kojima ukupno živi 17.698 stanovnika. Ukupne je površine 381,09 km2), a gustoća naseljenosti je 46,44 osobe na km2. 
Sjedište mikroregije je gradić Aljmaš (Bačaljmaš).

## Naselja
| Ime      | Mađarski naziv | Površina (km2) | Br. stanovnika |
| -------- | -------------- | -------------- | -------------- |
| Aljmaš   | Bácsalmás      | 108,32         | 7618           |
| Prlković | Bácsszőlős     | 38,83          | 412            |
| Kaćmar   | Katymár        | 71,08          | 2401           |
| Kunbaja  | Kunbaja        | 33,72          | 1802           |
| Madaraš  | Madaras        | 49,30          | 3283           |
| Matević  | Mátételke      | 27,93          | 617            |
| Tataza   | Tataháza       | 26,10          | 1532           |
| Čikerija | Csikéria       | 25,81          | 942            |